# الساندرو آبروسیا
الساندرو آبروسیا (انگلیسی: Alessandro Abruscia؛ زادهٔ ۱۲ ژوئیهٔ ۱۹۹۰) بازیکن فوتبال اهل ایتالیا است.
از باشگاه‌هایی که در آن بازی کرده‌است می‌توان به باشگاه فوتبال اشتوتگارت اشاره کرد.